# Carole Dieschbourg
Carole Dieschbourg, née le 3 octobre 1977 à Ettelbruck (Luxembourg), est une femme politique luxembourgeoise, membre du parti Les Verts (« déi Gréng »). 
Elle est ministre de l'Environnement depuis le 4 décembre 2013 dans le gouvernement Bettel-Schneider.

## Biographie
Carole Dieschbourg étudie l'histoire et la littérature allemande à l'université de Trèves et y obtient une maîtrise (MA) en 2005. Elle occupe ensuite un poste d'assistante de direction du moulin Dieschbourg, l'entreprise familiale, et s'oriente vers l'écologie et plus précisément vers la préservation des moulins du pays luxembourgeois,.
En 2008. elle entre au parti des Verts (Gréng). Elle participe une première fois aux élections nationales en 2009.
Aux élections législatives luxembourgeoises de 2013, elle se présente sur la liste écologiste, et le 4 décembre 2013, elle est nommée ministre de l'environnement de son pays,.
En avril 2016, elle représente le Grand-Duché de Luxembourg à la cérémonie de signature de l'accord de Paris sur le climat. En juin 2017, elle critique la décision du président américain Donald Trump lorsqu'il se retire de ce même accord. Toujours en juin 2017, elle cosigne avec le ministre des finances Pierre Gramegna la création du Climate Finance Accelerator, un vecteur de création de fonds d'investissement ciblant les projets écologiques et novateurs.
Elle démissionne le 22 avril 2022.

## Autres mandats
- 2011-2013 : Membre du conseil communal d'Echternach[3]

## Vie privée
Carole Dieschbourg est mariée à Claude Hansen depuis 2016.

## Publication
- (de) Die Mühlen des Müllerthals: im Grossherzogtum Luxemburg, Éditions Binsfeld, 2007 (ISBN 978-2879541723)